# Taishū
El Taishū (japonés 対州馬, taishū uma) o Tsushima (対馬馬, tsushima uma) es una  raza de caballos japonesa de pequeño tamaño, autóctona de Tsushima, isla del estrecho de Corea, en la Prefectura de Nagasaki. Debido a su reducida talla se lo clasifica como poni. La mayor parte de las ocho razas endémicas de caballo de Japón son ponis, además del poni Taishuh -la más pequeña- están las siguientes varidades: poni de Hokkaido, el poni Kiso, el poni Tokara, el poni Miyako, el poni Misaki, el poni Noma y el poni Yonaguni.
Su cría se conoce desde el siglo VIII. Estos ponis no son puramente endémicos. Son fruto del mestizaje hecho en 1931 con un caballo anglo árabe en la Prefectura de Kagoshima.
En 1989 la cabaña de esta especie se calificó de crítica, pues contaba con 89 cabezas. En 2007 fue catalogada por la FAO como «crítica mantenida» y se contabilizaron 30 ejemplares en 2008. Las causas de la disminución se deben al cambio del modo de vida humano. Los caballos no son ya esenciales para el desarrollo de las infraestructuras (carreteras, medios de transporte modernos) y la disminución de la población agraria. Debido a la edad de los criadores, el futuro de la raza es muy preocupante.
El Taishū es de pequeña alzada, mide un promedio de 1,23 m, y tiene fuertes patas y pezuñas. Antiguamente, se utilizaba para transporte de madera y productos agrícolas en los caminos estrechos entre pueblos remotos y aislados en las montañas de la isla, y para las necesidades diarias y como caballo agrícola. En la actualidad se destinan sobre todo a actividades deportivas. La ciudad de Tsushima, la Prefectura de Nagasaki y el Ministerio de agricultura y bosque están tratando de preservar la raza.
Censo de los Taishū-uma de pura raza criados en Tsushima
| Año                           | 1952 | 1960 | 1970 | 1980 | 1991 | 1998 | 2000 | 2005 | 2006 | 2007 | 2008 |    |
| ----------------------------- | ---- | ---- | ---- | ---- | ---- | ---- | ---- | ---- | ---- | ---- | ---- | -- |
| Número de ejemplares censados | 2408 | 1884 | 654  | 148  | 89   | 70   | 40   | 29   | 25   | 25   | 31   | 30 |